# Семягино
Семягино — деревня в Талдомском районе Московской области России, входит в состав сельского поселения Ермолинское. Население — 10 чел. (2010).

## География
Расположена на севере Московской области, в северо-восточной части Талдомского района, примерно в 15 км к северо-востоку от центра города Талдома, с которым связана прямым автобусным сообщением (маршруты № 28 и № 34), на границе участка «Апсаревское урочище» государственного природного заказника «Журавлиная родина». Ближайший населённый пункт — деревня Чупаево.

## Население
| 1859 | 1888 | 1926 | 2002 | 2006 | 2010 |
| ---- | ---- | ---- | ---- | ---- | ---- |
| 207  | ↘137 | ↗189 | ↘10  | ↗11  | ↘10  |

## История
В «Списке населённых мест» 1862 года — владельческая деревня 2-го стана Калязинского уезда Тверской губернии между Дмитровским и Углицко-Московским трактами, в 45 верстах от уездного города и 13 верстах от становой квартиры, при колодце, с 23 дворами и 207 жителями (103 мужчины, 104 женщины).
По данным 1888 года входила в состав Семёновской волости Калязинского уезда, проживало 137 человек (68 мужчин, 69 женщин).
По материалам Всесоюзной переписи населения 1926 года — центр Семягинского сельского совета Семёновской волости Ленинского уезда Московской губернии, в 8,5 км от Кашинского шоссе и 10,7 км от станции Талдом Савёловской железной дороги, проживало 189 жителей (96 мужчин, 93 женщины), насчитывалось 34 хозяйства, среди которых 27 крестьянских.
С 1929 года — населённый пункт в составе Ленинского района Кимрского округа Московской области.
Постановлением ЦИК и СНК от 23 июля 1930 года округа как административно-территориальные единицы были ликвидированы. Постановлением Президиума ВЦИК от 27 декабря 1930 года городу Ленинску было возвращено историческое наименование Талдом, а район был переименован в Талдомский.
1930—1954 гг. — центр Семягинского сельсовета Талдомского района.
1954—1963, 1965—1994 гг. — деревня Ермолинского сельсовета Талдомского района.
1963—1965 гг. — деревня Ермолинского сельсовета Дмитровского укрупнённого сельского района.
1994—2006 гг. — деревня Ермолинского сельского округа Талдомского района.
С 2006 г. — деревня сельского поселения Ермолинское Талдомского муниципального района Московской области.